# Вешин, Ярослав
Ярослав Вешин (чеш. Jaroslav Věšín, болг. Ярослав Вешин; 23 мая 1859 или 23 мая 1860, Vraný, Австрийская империя — 9 мая 1915, София, Третье Болгарское царство) — болгарский художник, чешского происхождения. Один из основателей современного болгарского искусства XIX—XX веков.

## Биография
Ярослав Вешин, чех по происхождению, родился 23 мая 1860 года в городе Враны (Чехия, в то время Австрийская империя).
Учился в пражской гимназии, где впервые познакомился с произведениями чешских мастеров живописи, затем в 1876—1880 годах в пражской Академии художеств. Подъём национального изобразительного искусства, представленного такими мастерами, как Антонин Манес, Гвидо Манес, Йозеф Навратил и др., оказал сильное воздействие на формирование художественного вкуса молодого художника.
В 1881—1883 годах учился в Академии изобразительных искусств Мюнхена у Карла Пилоти, Юзефа Брандта, Отто Зайтца, специализировался на исторической и жанровой живописи.
После окончания академии он некоторое время живёт и работает в Мюнхене и в Словакии, создавая картины на мотивы сельской жизни Словакии.
В 1897 году переехал в Болгарию и оставался там до конца своей жизни. В 1897—1904 годах по приглашению министра образования Константина Величкова он работал преподавателем в только что открытой государственной школе живописи (ныне Болгарская национальная художественная академия).
С 1904 года работал военным художником при Военном министерстве Болгарии.
Учениками Ярослава Вешина были Никола Петров, Атанас Михов и другие болгарские художники.
Скончался 9 мая 1915 года в Софии. Именем Ярослава Вешина названа одна из улиц Софии в районе Триадица.

## Творческое наследие
В Болгарии Я. Вешина увлекает общее культурное возрождение родственного славянского народа после освобождения от османского ига, он пишет реалистические картины быта болгарской деревни: «Урожай в Радомире» (1897), «Пахарь» (1899), «Контрабандисты» (другое название «Гайдуки», 1899), «Урожай» (1900) и другие. Значительное место занимают картины, посвященные болгарским базарам, где художника привлекают живописные характеры и оригинальные сцены: «Конный базар в Софии» (1899), «Перед базаром» (1899), «Возвращение с базара» (1898). Главной темой в творчестве этого периода является жизнь и труд болгарских крестьян.

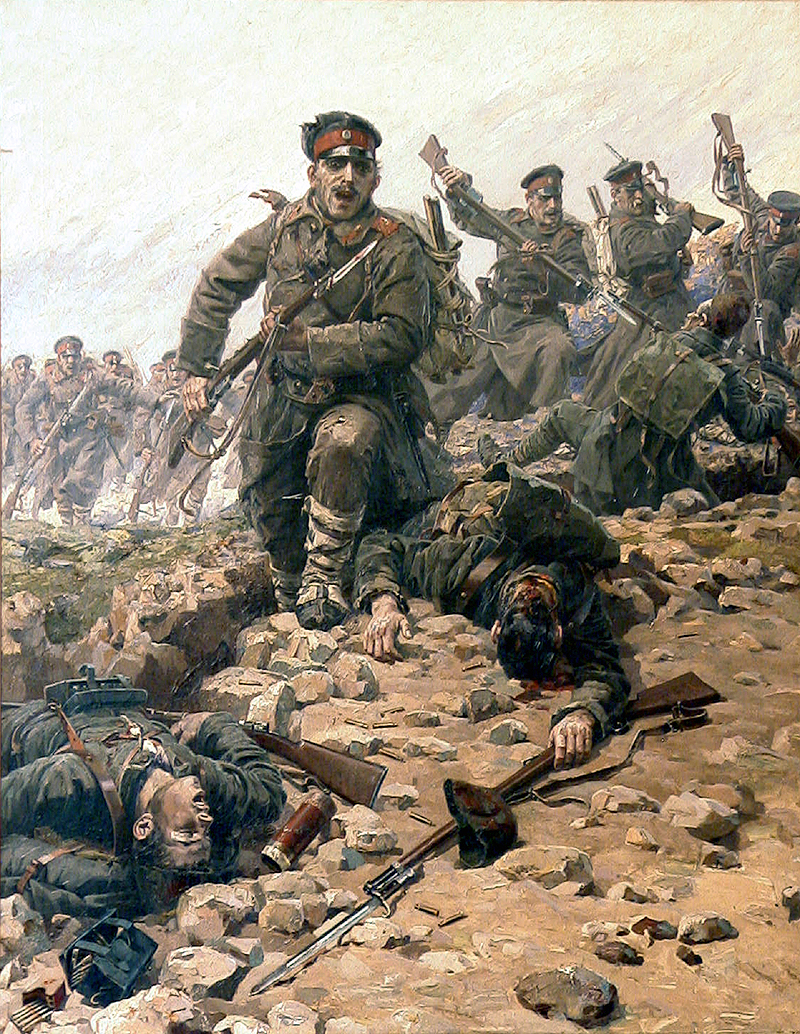
«На нож» («Атака»), 1913

После 1904 года Вешин не отказывается от жанровой, деревенской и охотничей тематики: «Угольщик» (1910), «Дровосеки» (1910), «По следу дичи» (1910), «Охотник с борзыми» (1911) и др. Одновременно Вешин создает галерею портретов болгарских и русских солдат, офицеров, генералов: «Русские генералы» (1907) и др.
Однако самые известные картины этого периода — батальные сцены. Так, цикл «Маневры» был начат в 1899 году и продолжался до Балканской войны. Художник пишет картины «Самарское знамя» (1911), «Атака» (другое название «На нож», 1913), «Отступление турок при Люле-Бургасе» (1913), «Люле-Бургас — Чаталджа» (1913), серию эскизов и работ об осаде Адрианополя: «Бивак перед Адрианополем» (1913), «На отдыхе после 13 марта 1913» (1913) и другие.
Я. Вешин внёс большой вклад в развитие современного болгарского искусства, вместе с Иваном Мырквичкой (также чехом по национальности, 1856—1938), Иваном Ангеловым (1864—1924), Антоном Митовым (1862—1930), Иваном Милевым (1897—1927) обогатил болгарскую живопись яркими художественными образами и новыми живописными средствами.
Большая часть картин Я. Вешина хранится в Национальной художественной галерее в Софии.
Фрагмент картины Я. Вешина «Пахарь» изображен на болгарской банкноте в 500 лев 1925 года, в 250 лев 1943 года выпуска.